# Vampire Hunter D: Bloodlust
Vampire Hunter D: Bloodlust (em Japonês: 吸血鬼ハンターDブラッドラスト, Kyūketsuki Hantā Dī: Buraddorasuto) é um filme em anime de 2000 dirigido e escrito por Yoshiaki Kawajiri, onde narra a aventura de "D", um Dampiro (no japonês, dampyel), atrás de uma moça sequestrada por um barão vampiro. O filme é baseado na terceira novela da série Vampire Hunter D,  Demon Deathchase, do autor Hideyuki Kikuchi.

## História
Charlotte, uma garota de família abastada foi sequestrada por um vampiro, Barão Meier Link. Elbourne, o pai dela, contrata um caçador de vampiros conhecido apenas como "D" para resgatar sua filha Charlotte viva, ou se necessário matá-la antes de se transformar em vampira. Ao mesmo tempo, Alan, o irmão mais velho de Charlotte, em desespero contratou um grupo de cinco irmãos caçadores de vampiros como reforço, os Irmãos Markus: compostos pelo líder Borgoff, um brutamonte chamado Nolt, um especialista em lâminas Kyle, um deficiente motor com habilidades psíquicas chamado Grove, e uma mulher chamada Leila, que caça vampiros por motivos pessoais ao invés de ganho monetário. Os irmãos são conhecidos por eliminarem a concorrência para garantir seu próprio sucesso. D aceita procurar por Charlotte em troca do dobro do valor oferecido.
Enquanto os saem em busca de Charlotte, Meier Link é acompanahdo por guarda-costas demoníacos: Machira, um lobisomem; Caroline, uma metamorfa e um mago das sombras, para deter os caçadores de vampiros. Agora, o motivo de D já não é mais por dinheiro, e sim descobrir porque ele planeja impedir que outro vampiro venha para o mundo. Posteriormente descobre que a benfeitora do vampiro, a misteriosa Condessa Carmilla, possui segundas intenções mais diabólicas pelo casal que podem ameaçar a vida de todos os envolvidos.

## Dublagem
| Personagem         | Ator                                   |
| ------------------ | -------------------------------------- |
| D                  | Hideyuki Tanaka                        |
| Meier Link         | Kōichi Yamadera                        |
| Leila              | Megumi HayashibaraAkiko Yajima (Jovem) |
| Charlotte Elbourne | Emi Shinohara                          |
| Mão Esquerda       | Ichirō Nagai                           |
| Carmilla           | Beverly Maeda                          |
| Borgoff            | Yūsaku Yara                            |
| Nolt               | Ryūzaburō Ōtomo                        |
| Kyle               | Houchu Ohtsuka                         |
| Grove              | Seki Toshihiko                         |
| Polk               | Takeshi Aono                           |
| Xerife             | Rikiya Koyama                          |
| Benge              | Keiji Fujiwara                         |
| Caroline           | Yōko Sōmi                              |
| Machira            | Rintarou Nishi                         |
| John Elbourne      | Motomu Kiyokawa                        |
| Alan Elbourne      | Koji Tsujitani                         |
| Neta de Leila      | Mika Kanai                             |
| Padre              | Unshō Ishizuka                         |
| Velho de Barbarois | Chikao Ōtsuka                          |
| Mãe de D           | Chiharu Suzuka                         |